# Lauch-Hellerkraut
Das Lauch-Hellerkraut (Mummenhoffia alliacea, Syn.: Thlaspi alliaceum), auch als Lauch-Täschelkraut bezeichnet, ist eine Pflanzenart aus der Gattung der Mummenhoffia innerhalb der Familie der Kreuzblütengewächse (Brassicaceae).

## Beschreibung

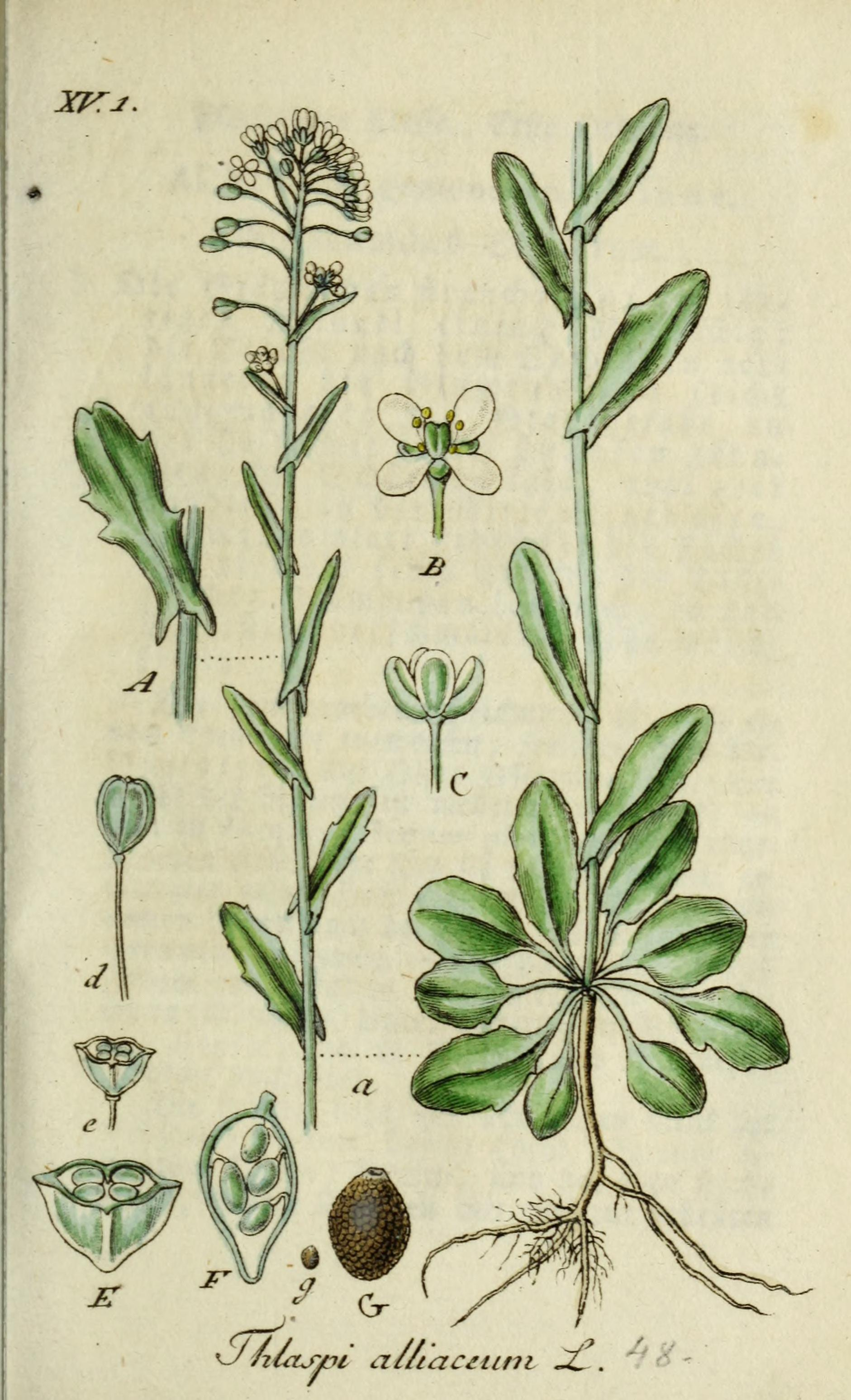
Illustration aus Deutschlands Flora in Abbildungen nach der Natur, Band 15, Tafel 48

### Vegetative Merkmale
Das Lauch-Hellerkraut wächst als einjährige krautige Pflanze und erreicht Wuchshöhen von 20 bis 60 Zentimetern. Die oberirdischen Pflanzenteile sind kahl, nur jung an der Basis etwas behaart, bläulich bis gelblich-grün gefärbt und riechen beim Zerreiben deutlich nach Knoblauch. Der aufrechte Stängel ist einfach oder wenig verzweigt und gerillt.
Bei den unteren Laubblättern sind die Blattspreiten in den Blattstiel verschmälert; bei den mittleren und oberen Laubblättern sind die Blätter lanzettlich und mit etwas spreizenden Öhrchen stängelumfassend. Die Blattspreite ist meist verkehrt-eiförmig bis schmal-länglich. Der Rand der unteren Blätter ist entfernt stumpf gezähnt bis leierförmig, bei den oberen ist er ganzrandig.

### Generative Merkmale
Die Blütezeit liegt vorwiegend im April, seltener im Mai und Juni. Der schirmtraubige Blütenstand verlängert sich im Verlauf der Blütezeit sehr stark auf oft mehr als 20 Zentimeter. Am relativ langen Blütenstand/Fruchtstand ist diese Art leicht zu erkennen.
Die zwittrigen Blüten sind vierzählig. Die Kelchblätter sind elliptisch, schmal weißrandig und 1,5 Millimeter lang. Die weißen Kronblätter sind mit einer Länge von nur 2,5 bis 3 Millimetern relativ klein.
Der Fruchtstand ist traubig. Die Fruchtstiele sind bis zu 20 Millimeter lang und fast waagrecht abstehend. Die Schötchen sind bei einer Länge von 6 bis 8 Millimetern verkehrt-eiförmig und sind auf der unteren Seite stark, auf der oberen Seite mäßig gewölbt. Ihre Flügel sind schmal – im Gegensatz zum Acker-Hellerkraut – und überragen am oberen Ende kaum den nur etwa 0,3 Millimeter langen Griffel. Die Samen besitzen grubig-netzige Vertiefungen und sind dunkelbraun.
Die Chromosomenzahl beträgt 2n = 14.

## Vorkommen

### Allgemeine Verbreitung
Das Lauch-Hellerkraut kommt ursprünglich in Mittel- und Südeuropa vor, in der Türkei, in Kenia, Tansania und Äthiopien. Es ist ein Neophyt in Nordamerika, in Großbritannien und in der Ukraine. Das Lauch-Hellerkraut kommt in Mitteleuropa sehr selten und meist nur unbeständig vor. Diese in Mitteleuropa seltene Art wird teilweise auch durch Begrünungssaaten verschleppt. In Österreich und der Schweiz ist das Lauch-Hellerkraut sehr selten und kommt nur vereinzelt vor.

### Verbreitung in Deutschland
Das Lauch-Hellerkraut ist in Deutschland sehr selten und meist nur vorübergehend auftretend. Mancherorts ist es verschollen. Neuere bestätigte Vorkommen sind aus Günzburg/Donau (Bayern), aus Baden-Württemberg und von Leipzig bekannt.

### Standortansprüche
Das Lauch-Hellerkraut wächst in Mitteleuropa in Acker-Unkrautfluren – oft in Baumschulen – und an ruderalen Stellen. Es bevorzugt mäßig-frischen, nährstoff- und basenreichen Lehmboden. Es gedeiht in Mitteleuropa in Pflanzengesellschaften des Verbands Fumario-Euphorbion, ist aber in Südosteuropa eine Art der Klasse Secalietea.
Die ökologischen Zeigerwerte nach Landolt et al. 2010 sind in der Schweiz: Feuchtezahl F = 2+w (frisch aber mäßig wechselnd), Lichtzahl L = 3 (halbschattig), Reaktionszahl R = 4 (neutral bis basisch), Temperaturzahl T = 4+ (warm-kollin), Nährstoffzahl N = 4 (nährstoffreich), Kontinentalitätszahl K = 2 (subozeanisch).

## Systematik
Die Erstveröffentlichung erfolgte 1753 unter dem Namen (Basionym) Thlaspi alliaceum durch Carl von Linné in Species Plantarum, Tomus II, S. 646. Die Neukombination zu Mummenhoffia alliacea (L.) Esmailbegi & Al-Shehbaz wurde 2018 durch Esmailbegi et al. in Taxon, Volume 67, Issue 2, S. 334 veröffentlicht. Der Gattungsname ehrt den deutschen Botaniker Klaus Mummenhoff (* 1956) in Osnabrück.
Damit die Gattung Thlaspi monophyletisch wird, stellten Esmailbegi et al. nach molekulargenetischen Untersuchungen der Tribus Thlaspideae zwei Arten 2018 in die neue aufgestellte Gattung Mummenhoffia Esmailbegi & Al-Shehbaz. Die zweite Art ist Mummenhoffia oliveri (Engl.) Esmailbegi & Al-Shehbaz, die in Äthiopien, Kenia und Tansania vorkommt. Sie wird nur 3 bis 12 Zentimeter hoch und gedeiht in Höhenlagen von 3050 bis 4600 Metern Meereshöhe.

## Nutzung
Das Lauch-Hellerkraut war als Herba Scorodo-thlaspeos früher in medizinischer Verwendung.

## Trivialnamen
Die Trivialnamen „Hellerkraut“ bzw. „Pfennigkraut“ leiten sich von den rundlichen Schotenfrüchten ab.

## Bilder

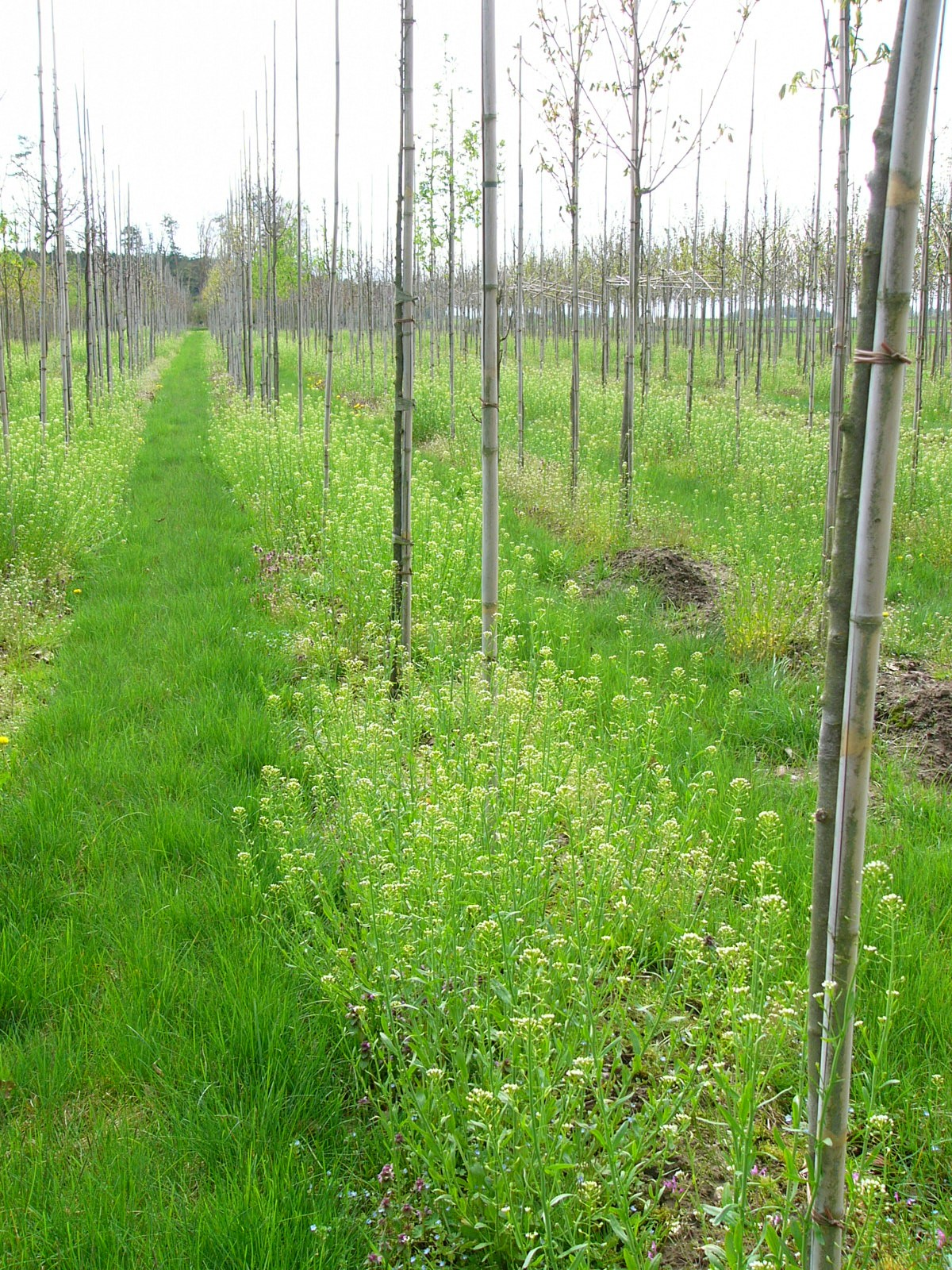
Standort
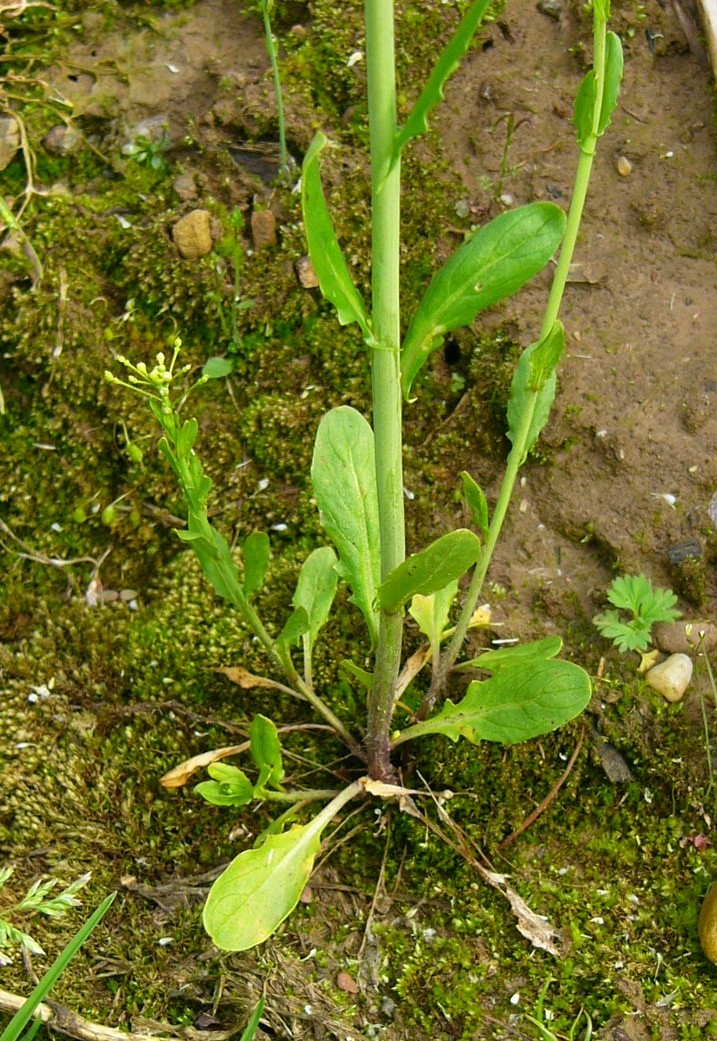
Grundblätter
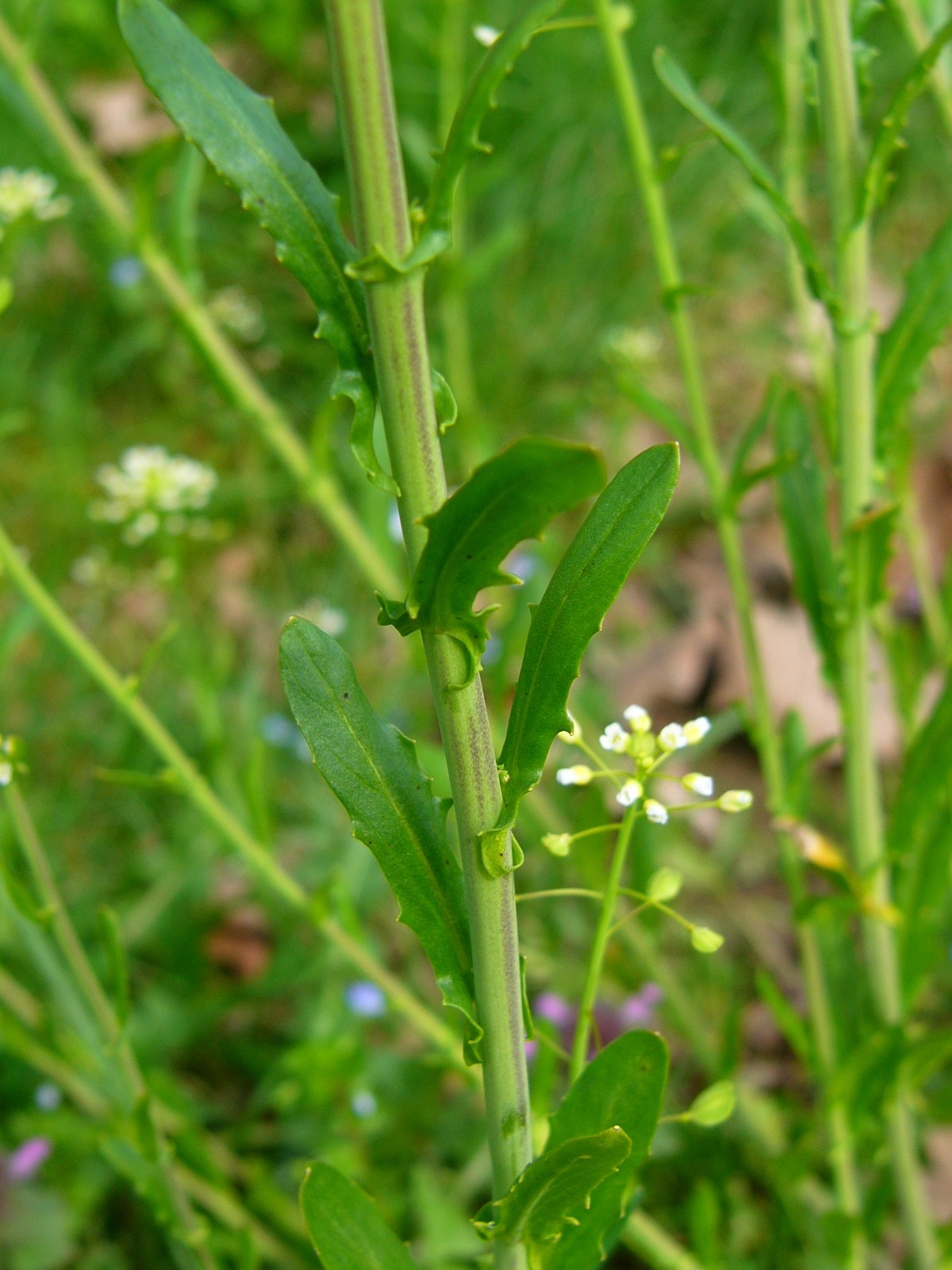
Stängelblätter
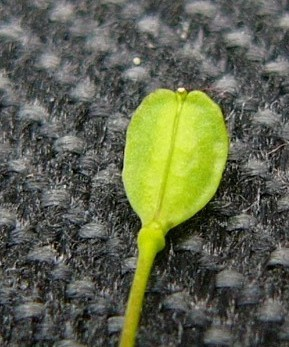
Schötchen